# Борозенка (Роменский район)
Борозенка (укр. Борозенка) — село,
Плавинищенский сельский совет,
Роменский район,
Сумская область,
Украина.
Код КОАТУУ — 5924187302. Население по переписи 2001 года составляло 321 человек .

## Географическое положение
Село Борозенка находится между реками Ромен и Сула (3-4 км).
На расстоянии в 1 км расположены сёла Гаи и Лучки (Роменский городской совет), в 3-х км — город Ромны.
По селу протекает пересыхающий ручей с запрудой.
Через село проходит автомобильная дорога Т-1907.

## Объекты социальной сферы
- Дом культуры.